# Kaguya-hime
 (juillet 2014).
Si vous disposez d'ouvrages ou d'articles de référence ou si vous connaissez des sites web de qualité traitant du thème abordé ici, merci de compléter l'article en donnant les références utiles à sa vérifiabilité et en les liant à la section « Notes et références ».
Pour les articles homonymes, voir Kaguya.
Kaguya-hime (かぐや姫, « princesse Kaguya ») est un personnage d'un conte folklorique japonais datant du Xe siècle, appelé également Taketori monogatari (竹取物語, « Le Conte du coupeur de bambou ») ou Kaguya-hime no monogatari (かぐや姫の物語, « Le conte de la princesse Kaguya »). Ce conte est considéré comme le texte narratif japonais le plus ancien. Le texte, en prose, est écrit entièrement en kana, dans une langue très simple et il est en réalité composé de sept contes. Il n'a pas d'auteur connu. Cette ancienne légende est également illustrée dans un emakimono par Kose Ōmi (ja) et calligraphiée par Ki no Tsurayuki.

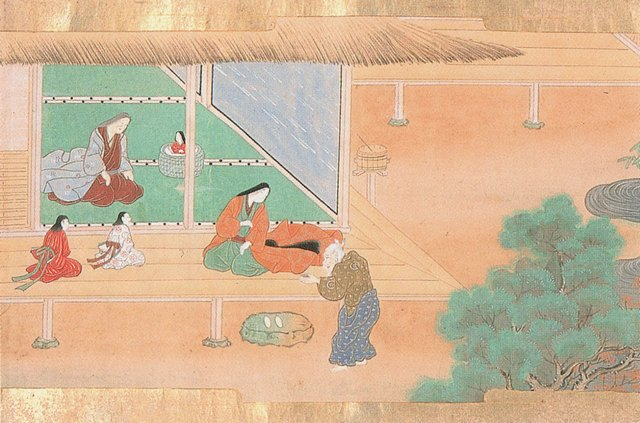
Taketori-no-Okina ramène Kaguya-hime à la maison

Il raconte la vie d'une fille mystérieuse appelée Kaguya-hime qui est découverte, bébé, dans la coupe d'une canne de bambou luisante. Elle dit venir de Tsuki no Miyako (月の都, « la capitale de la Lune ») et a des cheveux étranges « brillants comme l'or ».

## Conte

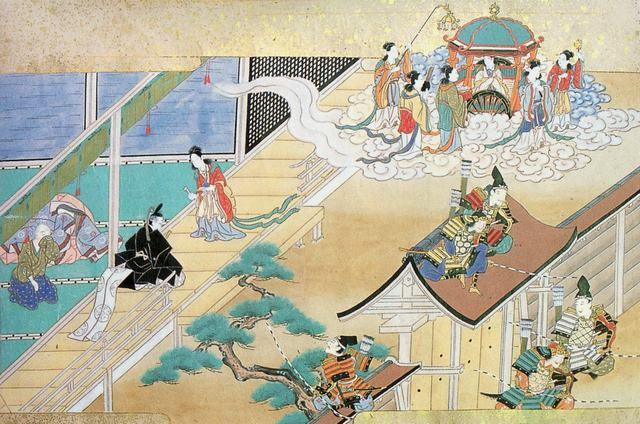
Kaguya-hime retourne vers la Lune

Un jour, un vieux coupeur de bambou sans descendants, Taketori-no-Okina (竹取翁, « le vieillard qui récolte le bambou »), trouve une mystérieuse canne de bambou luisante. En la coupant, il découvre à l'intérieur un bébé de la taille de son pouce. Ravis de trouver une si jolie petite fille, sa femme et lui l'élèvent comme leur propre enfant et l'appellent Kaguya-hime (かぐや姫, « princesse lumineuse »). Par la suite, le vieil homme, en coupant un autre bambou, y trouve des pépites d'or ; il devient vite très riche. De bébé minuscule, Kaguya-hime se change en une jeune fille de taille normale à la beauté resplendissante. Au début, Taketori-no-Okina essaie de la cacher au monde mais, avec le temps, la nouvelle de sa beauté se répand.
Finalement, cinq princes viennent chez Taketori-no-Okina pour demander Kaguya-hime en mariage. Ils supplient le vieil homme de convaincre une Kaguya-hime très réticente de choisir un époux parmi eux. Pour leur échapper, elle décide de leur assigner des tâches irréalisables et annonce qu’elle épousera celui qui saura lui rapporter tel ou tel objet précis. Le même soir, Taketori-no-Okina annonce à chacun des cinq princes ce qu'il doit se procurer exactement. Le premier devra trouver le bol en pierre utilisé par le Bouddha pour mendier ; le second, une branche couverte de gemmes de l'île de Hôrai ; le troisième, la robe légendaire du rat qui habite une montagne de Chine ; le quatrième, un joyau coloré qui se trouve au cou d'un dragon ; et le cinquième, le coquillage cauri d'une hirondelle.
Comprenant que la tâche est impossible, le premier prince revient avec un bol très cher, mais Kaguya-hime se rend compte de la supercherie quand elle remarque que le récipient ne brille pas d'une lueur sainte. Deux autres princes essaient également de la tromper en rapportant des faux et échouent. Le quatrième renonce sous l’orage et le cinquième meurt en essayant de se procurer l'objet.
Ensuite, l'empereur du Japon (御門/帝, mikado), vient constater de ses yeux l'étrange beauté de Kaguya-hime et en tombe amoureux ; il lui demande sa main. Sans pour autant lui imposer les mêmes tâches impossibles qu’aux princes, la jeune fille refuse de l’épouser, lui expliquant qu'elle n'est pas de ce pays et ne peut donc pas se rendre au palais avec lui. Kaguya-hime continue d’échanger avec l'empereur mais persiste à refuser ses demandes en mariage.
Cet été-là, Kaguya-hime pleure chaque fois qu'elle voit la pleine lune. Elle n'arrive pas à dire à ses parents adoptifs ce qui ne va pas, malgré tout leur amour pour elle. Son comportement devient de plus en plus erratique jusqu'à ce qu'elle révèle qu'elle n'est pas de ce monde et qu'elle doit retourner parmi les siens, sur la Lune. Dans certaines versions du conte elle avait été envoyée sur Terre comme punition temporaire pour un crime qu'elle aurait commis, tandis que, dans d'autres, elle y a été envoyée pour assurer sa sécurité pendant une guerre céleste.
Le jour de son retour approchant, l'empereur envoie des gardes patrouiller autour de chez elle pour la protéger du peuple de la Lune, mais quand une ambassade d'« êtres célestes » arrive à la porte de la maison de Taketori-no-Okina, les soldats sont aveuglés par une étrange lumière. Kaguya-hime annonce que, bien qu'elle aime ses amis sur Terre, elle doit retourner sur la Lune avec les siens. Elle écrit des mots tristes pleins de regrets à ses parents et à l'empereur, puis donne sa robe en souvenir à ses parents. Elle goûte un peu d'élixir d'immortalité, la joint à une lettre qu’elle a adressée à l'empereur, et donne le tout à un garde. Puis on lui passe une robe de plumes et toute sa tristesse et sa compassion pour le peuple de la Terre disparaissent. Son entourage céleste ramène Kaguya-hime à Tsuki-no-Miyako contre son gré, laissant ses parents adoptifs en pleurs.
Terriblement tristes, les deux vieillards tombent bientôt malades. Le garde retourne chez l'empereur avec les objets que Kaguya-hime lui a laissés - son dernier acte sur cette Terre - et raconte ce qui s'est passé. L'empereur lit la lettre et en est ému. Il demande à ses domestiques quelle est la montagne qui s’approche le plus près du Ciel ; l'un d'entre eux répond qu’il s’agit du Grand Mont de la province de Suruga. L'empereur ordonne à ses hommes d'apporter une lettre de sa main au sommet de la montagne, et de l'y incinérer dans l'espoir que son message parvienne à la princesse lointaine. Les hommes sont aussi chargés de brûler le pot d'élixir d'immortalité parce qu'il ne désire pas vivre éternellement sans pouvoir la voir. La légende dit que le mot pour « immortalité », fushi ou fuji (不死), devint le nom de la montagne, le mont Fuji. Il est dit aussi que les kanji du mont, Fuji-san (富士山), littéralement « montagne abondante en guerriers », font référence à l'armée de l'empereur gravissant le mont pour accomplir sa volonté. Il est dit que la fumée née de l'incinération de la lettre et de l’élixir s’y élève encore aujourd'hui (bien que le mont Fuji ne soit plus aussi actif de nos jours).

## Liens littéraires
Ce conte est presque identique à un conte tibétain au nom similaire, et certains chercheurs croient que la légende japonaise peut dériver de la tibétaine, peut-être à travers des contacts anciens avec la Chine. La partie de la légende mentionnant le mont Fuji est toutefois réservée à la version japonaise.
On suggère aussi des liens avec Le Lac des cygnes, probablement dus au fait que Kaguya-hime porte un hagoromo (羽衣, « robe de plumes ») en montant à la Lune. Mais le hagoromo est présent dans d'autres contes, appelés les hagoromo densetsu (羽衣伝説).

## Traductions
Une traduction de cette œuvre a été faite en français par René Sieffert : Le Conte du coupeur de bambous, Editions POF, Collection Tama, 1992, 95 p.  (ISBN 2-7169-0286-0).
Il existe également une version bilingue annotée du conte Kaguya-hime par Kaeko Murata : La Princesse Kaguya, Editions du Cénacle de France, Collection Bilingue, 2011, 134 p.  (ISBN 978-2-916537-06-1).

## Dans la culture populaire

### Films
- La Princesse de la Lune, un film de Kon Ichikawa datant de 1987.
- Big Bird in Japan, où Big Bird voit une pièce de théâtre interprété par des enfants. La femme qui aide Big Bird tout au long du film s'appelle Kaguya-hime.
- Le Conte de la princesse Kaguya de Isao Takahata, film d'animation du Studio Ghibli, sorti au Japon le 23 novembre 2013[1].
- Dans le film Mes voisins les Yamada de Isao Takahata, la fille de la famille sort d'un bambou.

### Ballet
- Kaguyahime the moonprincess, compositeur : Maki Ishii, chorégraphe : Jiří Kylián. Il s'agit d'une association entre un compositeur japonais et un chorégraphe occidental, intriquant les deux cultures.

### Anime et manga
- Princesse Sakura, manga de Arina Tanemura.
- Tonikaku Kawaii: Fly Me to the Moon, manga de Kenjiro Hata (personnage secondaire)
- Princesse Kaguya, manga  de Shimizu Reiko.
- Planet Ladder (en) de Yuri Narushima (en).
- Please Save My Earth de Saki Hiwatari.
- Dans le second film Inu-Yasha.
- Dans le second film Sailor Moon.
- Dans le tome 11 Sailor Moon.
- Le film Queen Millenia (Princesse Millennium) et la série la Reine du fond des temps de Leiji Matsumoto.
- Dans Nobunaga the Fool (en), le personnage, Jeanne « Kaguya » d'Arc, est une mélange de Jeanne d'arc et de Kaguya, elle arrive dans une étoile, appelée l'étoile de l'est (époque féodale) depuis une autre étoile, appelée l'étoile de l'ouest, (plus médiéval) de cette façon on peut interpréter la légende de Kaguya, où elle vient de la Lune.
- Dans Soul Eater, le manga de Atsushi Ōkubo, Kaguya est l'une des clowns créé par Asura, qui réside sur la lune et qui affrontera les protagonistes dans l'arc final du manga.
- Dans l'univers de Naruto, Kaguya Ôtsutsuki est la première femme à utiliser du chakra, la mère du Sage des six chemins, et l'avant dernier ennemi de Naruto avant de se battre contre Sasuke, l'un des fameux protagonistes de la série.
- Dans la saison 21 de Pokémon, Sacha et les ultra gardiens découvrent une ultra chimère ressemblant et très liée à ce conte Bamboiselle qui souhaite atteindre la lune depuis 200 ans.
- Dans la saison 2 de Kaguya-sama: Love is War, Miyuki, profitant de la pleine lune, fait le rapprochement entre l'histoire du conte et la relation que lui et Kaguya entretiennent.

### Jeux vidéo
- Touhou Eiyashou ~ Imperishable Night
- Shin Onigashima
- Lunar: Eternal Blue
- Okami
- Lilpri
- Naruto Shippūden: Ultimate Ninja Storm 4
- Mary Skelter: Nightmares (en) : Kaguya est un personnage jouable, extrêmement fainéante.
- Warriors Orochi 3
- Dans la 7e génération de Pokemon,  l'Ultra Chimère-Réacteur Bamboiselle (en japonais Tekkaguya), apparaissant dans le jeu Pokémon Lune, est inspirée de ce conte.

### Autre
- L'Agence d'exploration aérospatiale japonaise a renommé SELENE, une mission lunaire, en KAGUYA.